# François Hanriot
François Hanriot (1761-28 de julio de 1794) fue un líder francés y un conocido orador urbano de la Revolución Francesa. Cumplió un rol vital en la insurrección, y posterior caída del movimiento girondino.

## Vida

### Primeros años
François Hanriot nació en una humilde familia de Nanterre, un suburbio ubicado al oeste de París. Sus padres fueron sirvientes de la burguesía parisina, lo que probablemente influyó en su apoyo, más tarde, a la Revolución Francesa.
Sin ser un hombre de una profesión específica, Hanriot se desempeñó en múltiples trabajos. Después de no haber tenido éxito en éstos, Hanriot continuó desempleado y, por lo tanto, muy pobre. Se convertiría, eventualmente, en orador para una sección local de los sans culottes.

### Primeros roles en la Revolución
Hanriot estaba fuertemente a favor del cobro de impuestos a la aristocracia, a quienes se les debía presentar "una cuenta en una mano y una pistola en la otra". Con esta actitud ganó un leal seguimiento de los sans culottes locales, quienes lo designarían como su líder en las masacres de septiembre de 1792. Fue durante este suceso que fue acusado de haber violado, matado y mutilado a la princesa (quien se encontraba embarazada a la fecha) María Teresa de Saboya-Carignano, amiga de la reina María Antonieta.

## En el cine
| Año  | Película                   | Director                          | Actor               |
| ---- | -------------------------- | --------------------------------- | ------------------- |
| 1989 | Historia de una revolución | Roberto Enrico Richard T. Heffron | Jean-Pierre Laurent |